# Хендра
Вижте пояснителната страница за други значения на Хендра.
Хендрата (на английски: Hendra disease in horses, (HeV)), позната също като Хендравирусна инфекция и Морбиливирусна пневмония по конете, е остропротичащо респираторно заболяване по хората и конете.
Заболяването е зооноза. Характеризира се с висока телесна температура, сърдечни и респираторни нарушения, които с напредване на заболяването се задълбочават, развива се тежка пневмония и често завършва със смърт. Причина за заболяването е вирус от род Henipavirus включен в семейство Paramyxoviridae. Вирусът има слаби кръстосани реакции с този причиняващ заболяването Чума по говедата.

## Исторически сведения за заболяването
Заболяването е установено за първи път през 1994 г. в Австралия. Първият случай е през септември 1994 г. при кон от предградието на Бризбейн, Хендра. То дава и наименованието на болестта днес. В това населено място има много конюшни, където се отглеждат спортни коне. Заболяват общо 20 коня от една конюшна, като в края на епизоотията умират 13 коня. Заболяват и треньорът и шефът на конюшнята. След няколкодневно лечение в болница треньорът също умира. По-късно е установено, че през май 1994 г. на около 1100 km северно от Хендра в близост до Макай умират също два коня с подобни признаци. Фермерът също заболява, но успява да се възстанови. Тринадесет месеца по-късно обаче той умира от тежка пневмония.
До края на 2008 г. от хендра са заболяват шест души, като трима от тях умират.
Последният случай на хендра е през август 2009 г. Заболява и умира кон във ферма с още три коня в нея. След безуспешното му лечение е установено, че и ветеринарният лекар д-р Алистър Роджърс е заразен. На 1 септември 2009 г. след двуседмична кома той умира като става четвъртата човешка жертва на тази болест.

## Разпространение
Хендра е регистрирана в Австралия. Почти всички от регистрираните случаи са в Куинсланд и само едно огнище е регистрирано в северната част на Нов Южен Уелс.

## Етиология
Причинител на заболяването е РНК вирус от род Henipavirus включен в семейство Paramyxoviridae. Първоначално вирусът е класифициран в семейство Morbillivirus, но след откриването на вируса причиняващ заболяването Нипа в Малайзия и Сингапур, са отделени в отделно семейство. Това е и причината болестта първоначално да бъде наречена Морбиливирусна пневмония по конете.

## Епизоотология

### Възприемчивост
Възприемчиви към вируса са хора и коне. При експериментално заразяване са заболели и котки и морски свинчета. Клиничните признаци при котката са аналогични на тези при конете.

### Заразяване
Естествен резервоар на вируса са австралийски видове плодоядни прилепи от род Летящи лисици (Pteropus conspicillatus). Направените проучвания установяват, че вирусът не се предава по трансмисивен път. Много малко са случаите на заразяване при директен контакт между коне. Хората се заразяват при пряк контакт с болни коне и техните телесни течности. Няма случаи на заразяване от човек към човек. Смята се, че заразяване става при наличие на заразена урина, слюнка или респираторен път (въздушно-капков път). Вирусоносителството и вирусоотделянето не са продължителни.
При серологично изследване на прилепи в Австралия е установено, че резервоар са видовете Pteropus conspicillatus, Pteropus alecto, Pteropus scapulatus и Pteropus poliocephalus. Установено е наличието му и в прилепи от Папуа Нова Гвинея от видовете Pteropus neohibernicus, Pteropus capistratus, Pteropus hypomelanus, Pteropus admiralitatum, Dobsonia moluccensis и Dobsonia anderseni.

## Клинични признаци
Инкубационният период при хората е в рамките на 5 – 14 дена, а при конете е 8 – 14 дена.

### Клинични признаци при коня
Конете развиват остър респираторен синдром, което води до смърт в повечето от случаите. Признаците включват повишаване на телесната температура (до 41,2 °C), сънливост или възбуда, атаксия, анорексия и респираторен дистрес с диспнея, тахипнея и серозно-хеморагични изтечения от носа. Понякога се наблюдава и значително подуване на надочната ямка. Заболеваемостта при конете не е голяма, но процента на смъртните случаи е висок.

### Клинични признаци при човека
При хората заболяването протича от леко грипоподобно до фатално, с респираторни или неврологични признаци. Заразените първоначално развиват висока телесна температура, появява се главоболие, миалгия (мускулна болка), болки в гърлото и суха кашлица. Често лимфните възли са увеличени, хората стават сънливи и се оплакват от световъртеж.
При един от смъртните случаи пациентът развива пневмония, дихателна и бъбречна недостатъчност, и артериална тромбоза. Пациентът умира от сърдечен арест.
При друг от фаталните случаи, пациентът развива заболяване с прогресивни неврологични признаци. Първоначално има леко възпаление на мозъка (менингоенцефалит) с болки в гърлото, главоболие, сънливост, повръщане и скованост на врата. След лечение с антибиотици, той се възстановява. Тринадесет месеца по-късно обаче развива признаци на енцефалит, последваща кома и смърт.
Тримата заразени души, които оздравяват нямат проблеми или рецидив на заболяването.

## Диагноза

### Патологоанатомични изменения
Наблюдава се едем на белите дробове, увеличени белодробни лимфни възли, плеврит и менингит.

### Лабораторна диагноза
За диагностика на заболяването се използват следните методи:
- Серум неутрализация.
- ELISA.
- PCR.
- Имунофлуоресценция.
- Вирус изолация в клетъчна култура.

### Диференциална диагноза
В диференциалнодиагностично отношение трябва да се имат предвид следните заболявания:
- Африканска чума по конете.
- Отравяния.
- Ботулизъм.
- Антракс.

## Профилактика и контрол
Няма разработена ваксина за превенция от заболяването. Необходимо е налагането на стриктен серологичен надзор в застрашените зони и при придвижването на коне между различни стопанства, при състезания и изложби. Хората трябва да спазват строга лична хигиена и да използват елементарни предпазни средства при работа с коне и съмнителни, и болни от хендра животни.